# 이유없어(Z)
〈이유없어(Z)〉(わっきゃないZ 왓캬나이젯토[*])는 ℃-ute의 네 번째 인디즈 싱글이다.

## 개요
- 인디즈 데뷔 이전부터 콘서트 등에서 불러지고 있던 ℃-ute의 첫 오리지널 송.
- 본래, ℃-ute의 인디즈 발매는 전작 〈큰 사랑으로 대해줘〉까지의 3장이 3개월 연속 발매로 기획되고 있던 것이지만, 그 이전부터 존재하고 있던 본곡이 삿포로 상공회의소 건립 100주년 기념 사업 어린이 미래 박람회 2006의 테마송이 된 것에서 갑작스럽게 네 번째 인디즈 싱글로 발매됐다.[1]
- 싱글 가사 카드에 ‘※ わっきゃないぜ(Z) = 訳ないぜ（It' easy）の意’라는 주석이 있다. 訳ない는 ‘쉽다’, ‘이유는 없다’라는 뜻이다.
- PV는 없고 라이브에서의 영상이 PV를 대신하고 있다.
- 센터, 메인 보컬 모두 무라카미 메구미, 스즈키 아이리이다.
- 무라카미 메구미가 참가하는 싱글로는 처음이며, 무라카미의 파트는 우메다 에리카가 받으며, 우메다 졸업(탈퇴) 후에는 오카이 치사토가 이어받고 있다.

## 수록곡
| #  | 제목                              | 작사·작곡 | 편곡 | 재생 시간 |
| -- | --------------------------------- | --------- | ---- | --------- |
| 1. | 〈이유없어(Z)〉 (わっきゃない(Z)) | 츤쿠      |      |           |
| 2. | 〈이유없어(Z) (Instrumental)〉    |           |      |           |